# 쑤쯔허
쑤쯔허(蘇子河, 소자하)는 중국 랴오닝성(遼寧省) 동부의 강으로, 훈허(渾河) 좌안의 지류이다. 만주어로 '물수리'를 뜻하는 숙수후 비라(만주어: ᠰᡠᡴ᠋ᠰᡠᡥᡠ
ᠪᠢᠷᠠsuksuhu bira 蘇克蘇護河)이다. 신빈만족자치현(新賓滿族自治縣) 홍성향(紅升鄕) 관지아촌(關家村) 이남의 우펑러우령(五鳳樓嶺)에서 발원, 북쪽으로 흘러 홍성수고(紅升水庫)로 들어가고, 다시 수고를 나와 서쪽으로 흘러 홍성향과 현성 신빈진(新賓鎭) 용링진(永陵鎭), 무치진(木奇鎭), 상지아허진(上夾河鎭) 구러우촌(古樓村)을 경유하여 다훠팡수고(大伙房水庫)로 들어간다. 전장 119km이고 유역 면적은 2230펴방킬로미터이며, 하도 평균 비강(比降, 두 지점 사이 거리차와 고도차의 비율) 1.69‰, 연평균 유량 6.141억 입방미터이다. 쑤쯔허 유역은 역사상 건주여진(建州女眞) 숙수후비라부(蘇克素護河部) 거주지이자 청(淸)의 발상지이며, 중류 좌안의 허투알라성(赫圖阿拉城)은 누르하치(努爾哈赤, Nurhaci)가 나라를 세우고 한(汗, han)을 칭한 곳이다. 2003년, 랴오닝성은 쑤쯔허 유역 수력 에너지 개발 계획을 발동하고, 베이터우쯔(北頭子), 야오지아산(姚家山), 잔베이(占貝), 성리(勝利) 수력발전소[水電站]를 건설하기 시작하였다.

## 같이 보기
- 랴오허
- 훈허